# Ap Lei Pai
Ap Lei Pai (kinesiska: 鴨脷排) är en obebodd ö i Hongkong. Ön ligger söder om Ap Lei Chau.